# Plaza de las Cinco Calles
La Plaza de las Cinco Calles es una plaza de origen medieval situada en pleno centro histórico de la ciudad española de Pontevedra.

## Origen del nombre
La plaza debe su nombre a que en ella confluyen cinco calles del casco histórico: las dos partes de la calle Isabel II y las calles Paio Gómez Chariño, Barón y San Nicolás.

## Historia
La plaza tuvo su origen en la Edad Media como cruce de varios caminos. No formaba parte de la primera muralla de la ciudad del siglo XII y estaba situada en el lado exterior de la puerta oriental de las murallas, al final de la calle Paio Gómez Chariño. La plaza fue fortificada en el siglo XV y en ella se ubicaba la Torre del Rouco. Se llamó inicialmente Plaza de los Mendiños (nombre de la parte baja de la calle Isabel II). En 1843 se llamó Plaza de la Independencia.
A finales del siglo XIX, Valle-Inclán vivió en la casa que linda con la plaza por el lado oeste entre 1893 y 1895, cuando escribió su libro Femeninas. En el siglo XX, la plaza pasó a llamarse Plaza de Rogelio Lois. Con motivo del fallecimiento de Rogelio Lois en 1905, la revista La Ilustración Gallega le rindió homenaje y acordó con el Ayuntamiento de Pontevedra que una plaza llevase su nombre, que recibió en 1951.
La plaza fue rediseñada en noviembre de 1962 por el arquitecto y urbanista Francisco Pons Sorolla con el objetivo de realzar la belleza y el encanto del conjunto histórico. Para aumentar el espacio público de la plaza, estableció una jerarquía de espacios, diferenciando el punto central de las zonas adyacentes mediante la instalación de un elemento destacado, un crucero traído en 1962 del barrio de Estribela, en la parroquia civil de Lourizán. El espacio de la plaza fue modificado para crear un marcado movimiento de volúmenes. Las escaleras de los distintos niveles fueron coordinadas con la escalera de la casa situada al oeste, dando lugar a una composición arquitectónica noble. Con el fin de preservar el ambiente típico del lugar, se reformó una casa de la plaza para reflejar el carácter de las antiguas casas marineras de la costa.
El 25 de abril de 1996 se aprobó el restablecimiento de la toponimia tradicional de las calles y plazas del centro histórico de la ciudad y se devolvió a la plaza su nombre tradicional de Cinco Calles.

## Descripción
Es una pequeña plaza de forma rectangular irregular, peatonal como el resto del centro histórico de la ciudad. Se organiza en dos alturas o niveles debido a la pendiente del terreno que desciende desde una de las dos colinas del casco histórico, junto a la Basílica de Santa María la Mayor, hacia el río Lérez. Al oeste, el nivel superior está separado por un pequeño muro de piedra, destacando el crucero en la esquina y unas escaleras en el centro para subir a esta plataforma de piedra. La parte baja de la plaza, en el cruce de las calles circundantes, es el paso donde confluyen las cinco calles que le dan nombre y es una zona de tapeo, con terrazas de bares y restaurantes en los bajos de las casas de arquitectura tradicional gallega que la rodean.
La plaza está dominada por un gran crucero barroco que data de 1773. El crucero se alza sobre un pedestal o base de granito y está decorado con varias esculturas que recorren el fuste, el capitel y la cruz. La parte inferior representa a Adán y Eva tentados por la serpiente y probando el fruto del árbol de la ciencia, mientras que en el fuste hay una imagen de San Antonio con el Niño en su regazo, junto a una inscripción que pide una oración por las almas del purgatorio y  San Miguel Arcángel. En la parte superior, en el capitel, el pecado original es redimido por Cristo crucificado con un fraile a su lado.

## Edificios destacados
En el lado sur de la plaza, en la esquina de la calle Paio Gómez Chariño, hay una casa barroca del siglo XVIII. Tiene óculos circulares en la planta baja. Las ventanas y puertas tienen marcos sencillos y pilastras en las esquinas.
Al final de la parte alta de la plaza, la casa barroca del número 27 de la calle Isabel II, de 1450, tiene cuatro escudos en su fachada, tres de ellos casi idénticos, con las armas de los Pimentel y los Figueroa, con dos conchas de vieira y dos hojas de higuera en forma de cruz. Una de ellas presenta a ambos lados la siguiente inscripción en caracteres góticos: " ESTA OBRA MAN / DOU FAZER / ESTEVAN MARTINEZ / RREGYDOR / ERA DE CCCLXXX ". En el centro de la fachada hay otro escudo mayor con flor de lis, rodeado de rocallas y coronado en la parte superior por un gran yelmo de hidalgo con penacho, cuyo blasón pertenece a Melchor Francisco de Camba Flores.

## Galería de imágenes

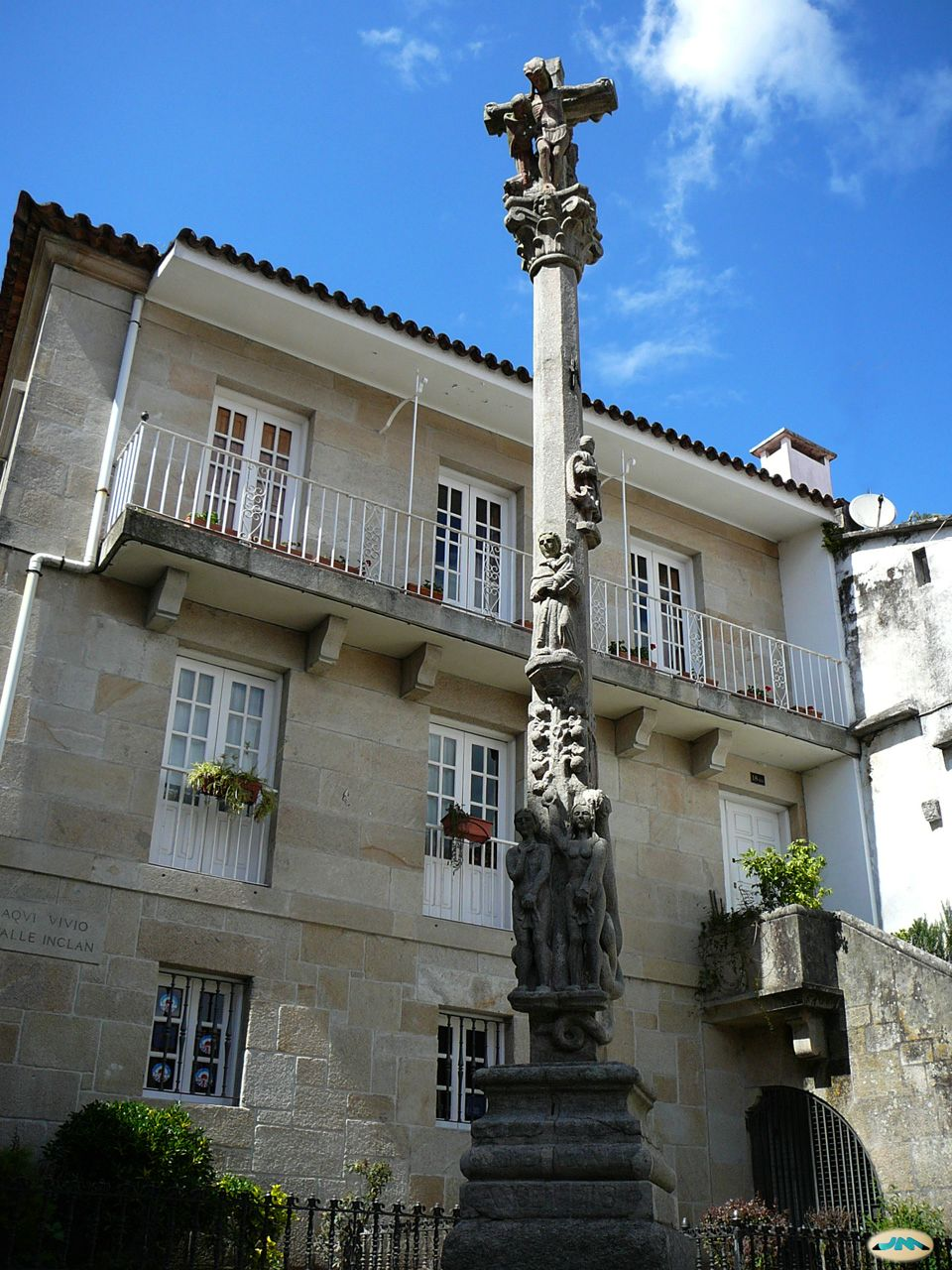
El crucero en el lado oeste de la plaza
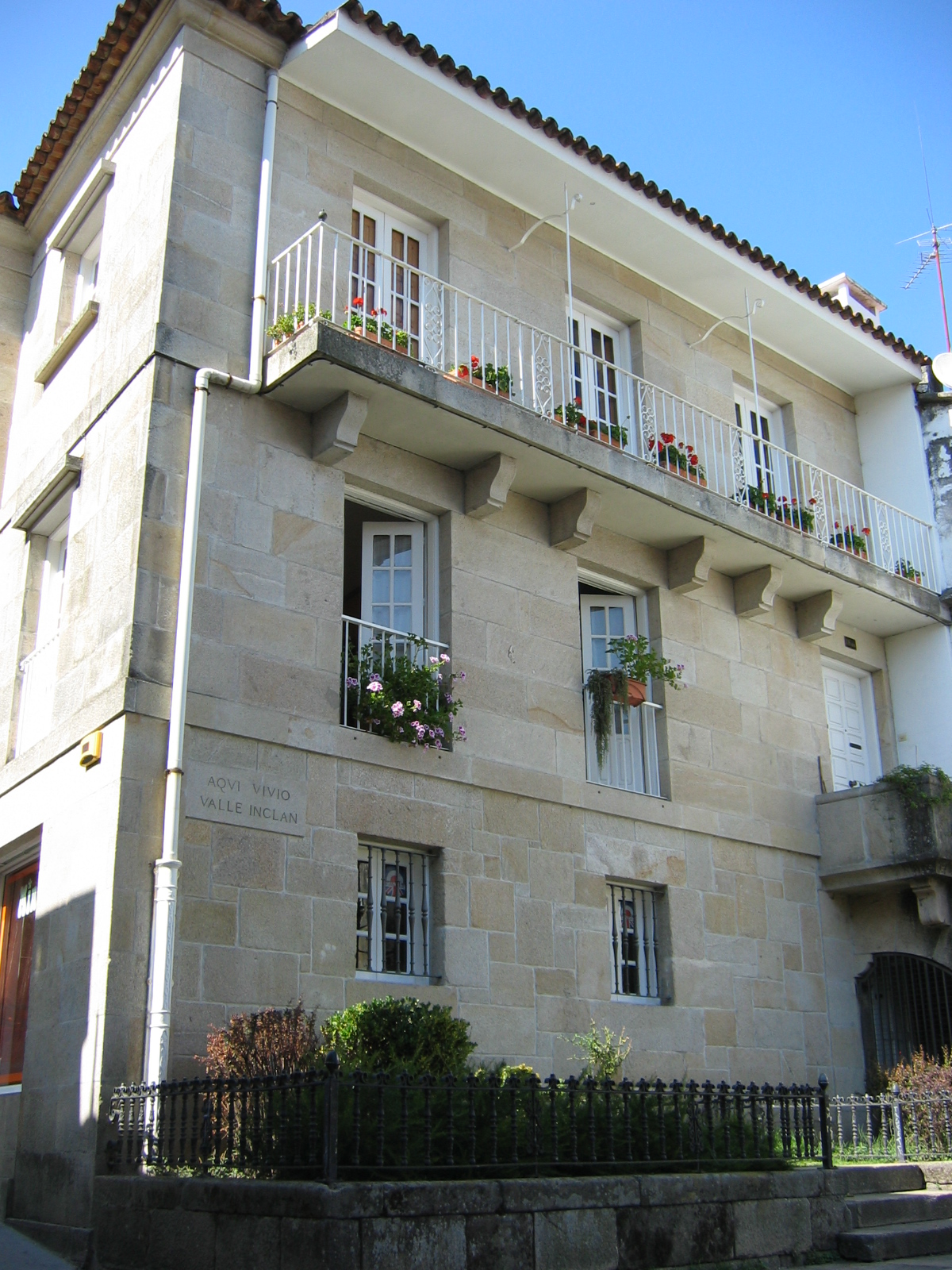
Casa donde Valle-Inclán vivió
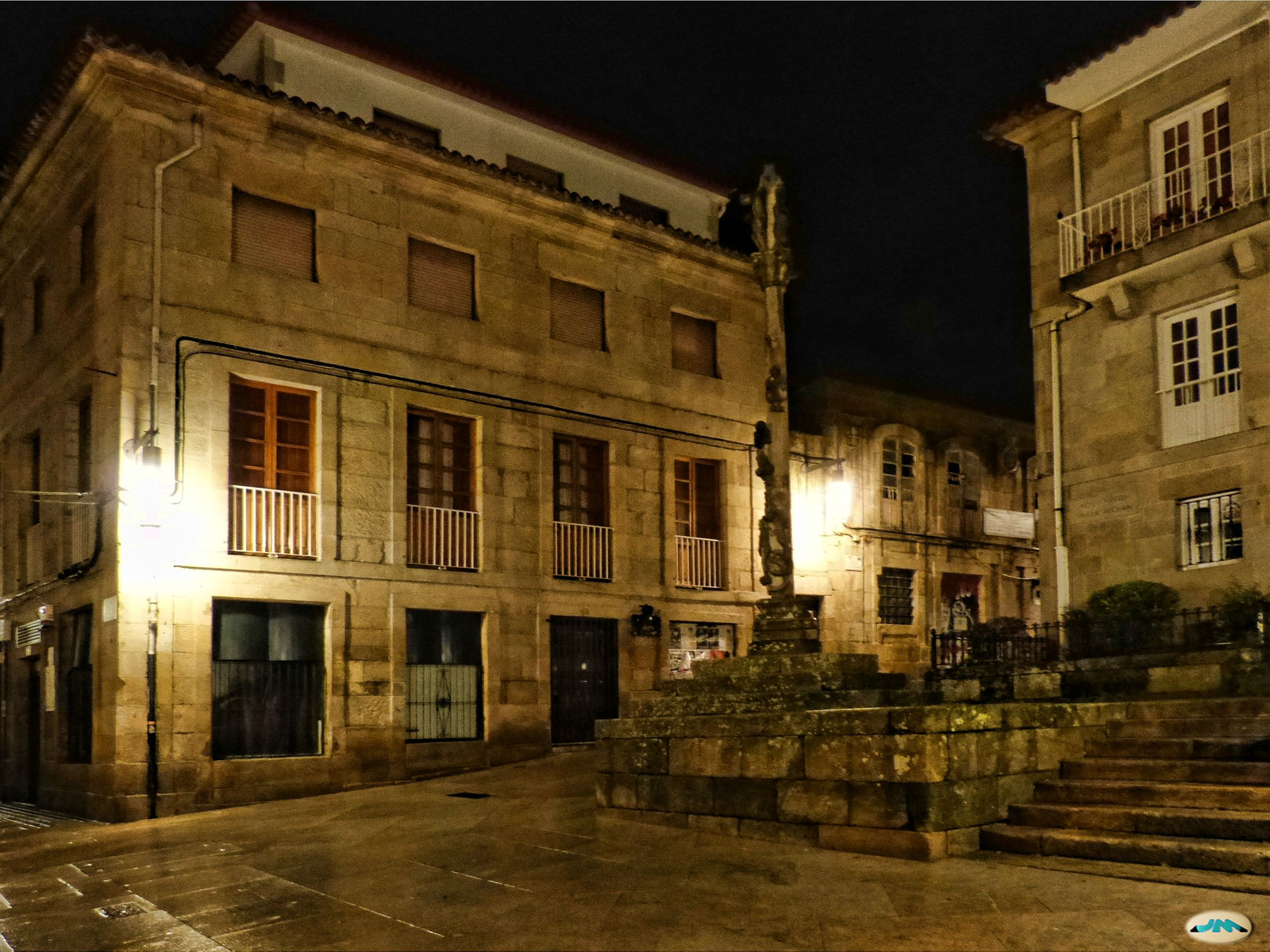
La plaza de noche
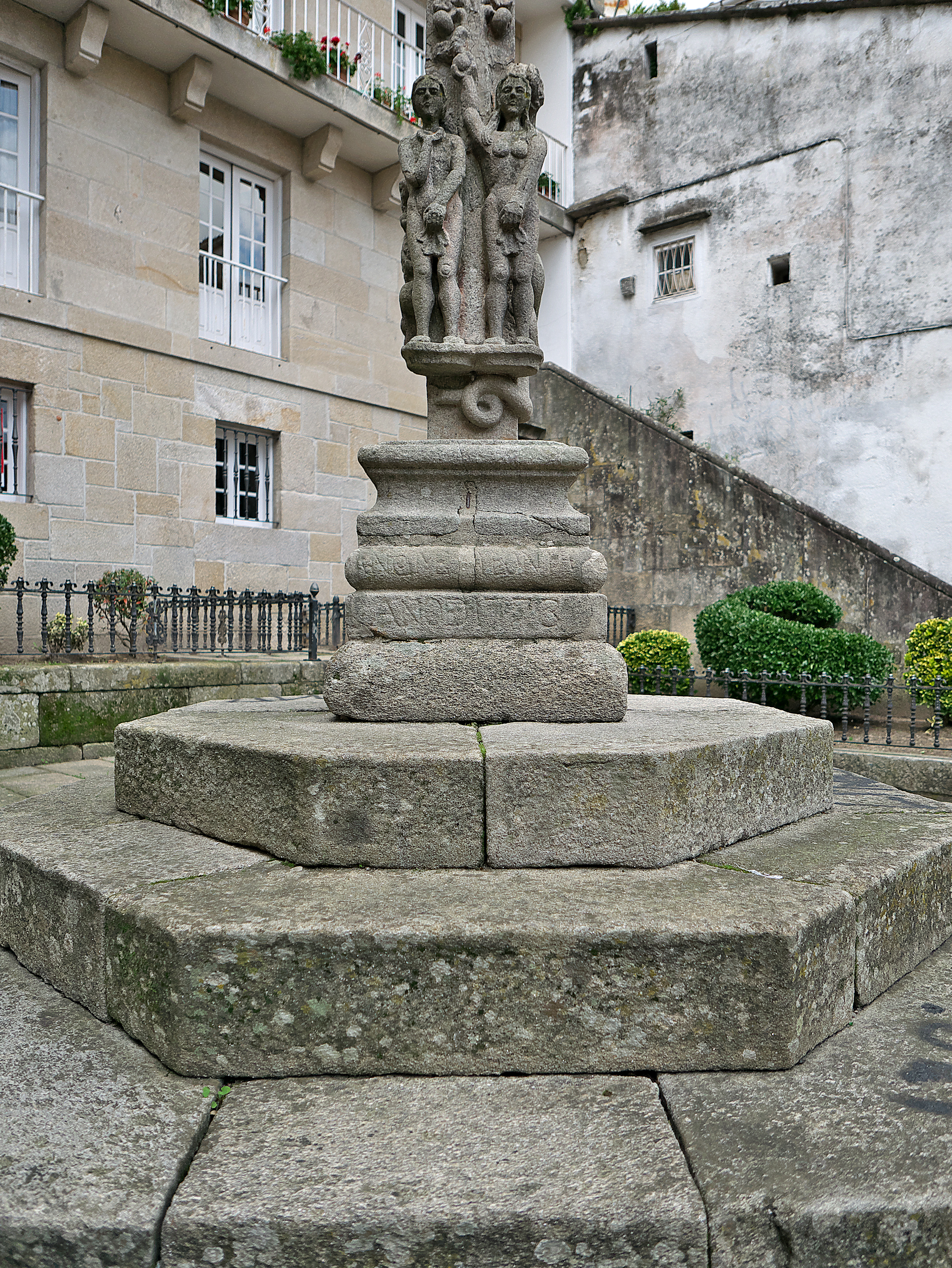
Detalle de Adán y Eva en el crucero
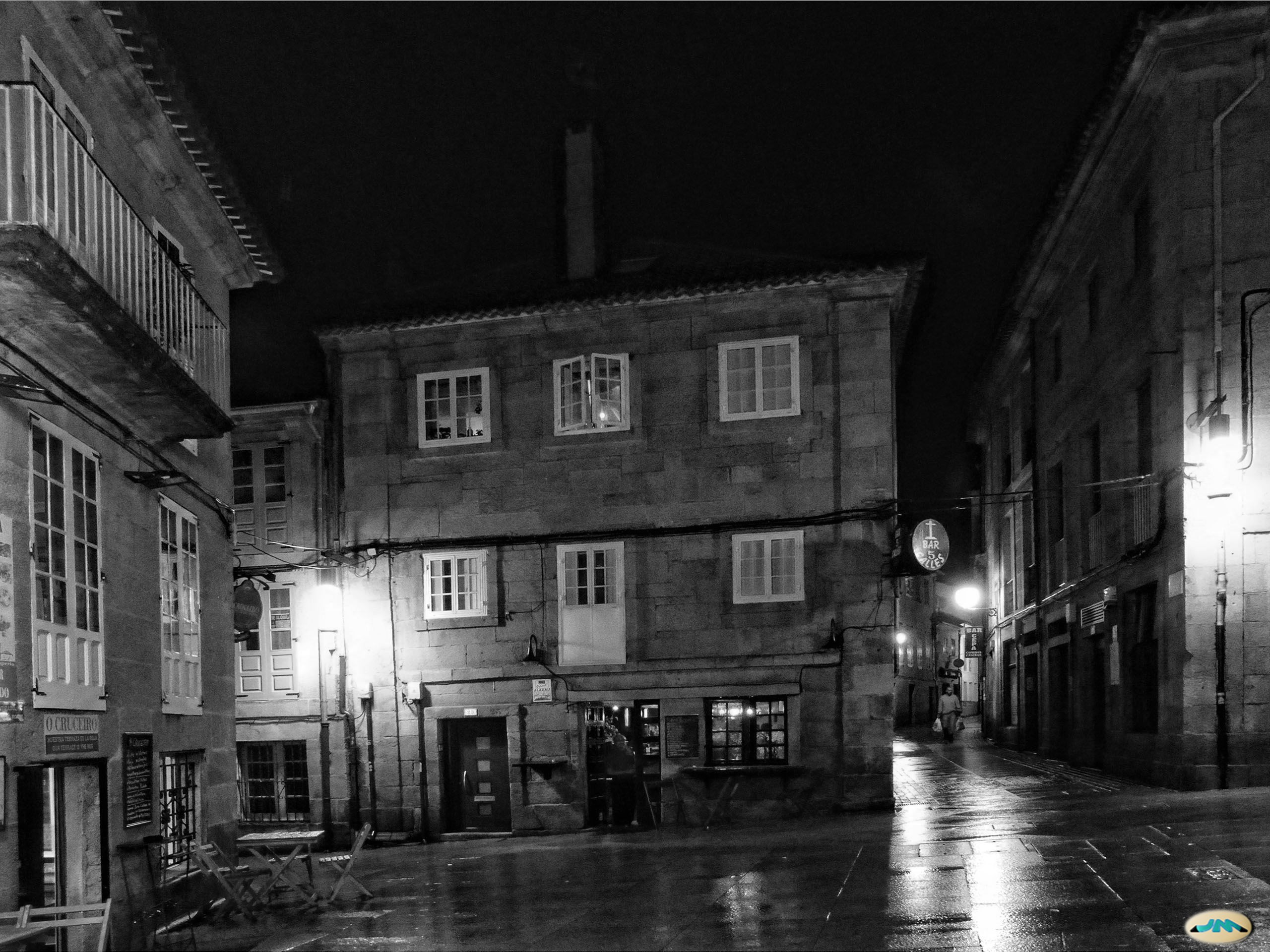
Casas tradicionales gallegas en la plaza
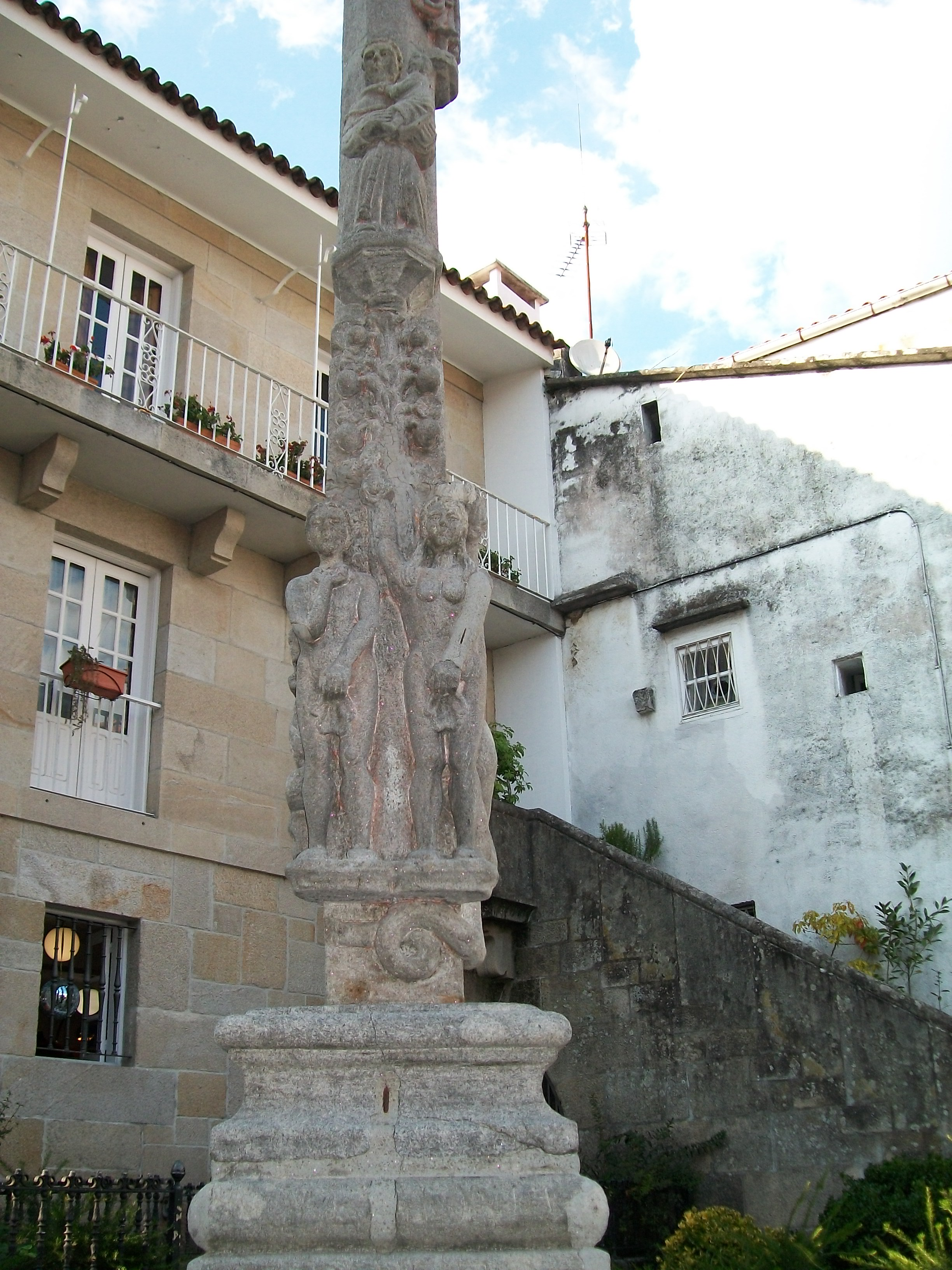
Detalle del crucero en la plaza
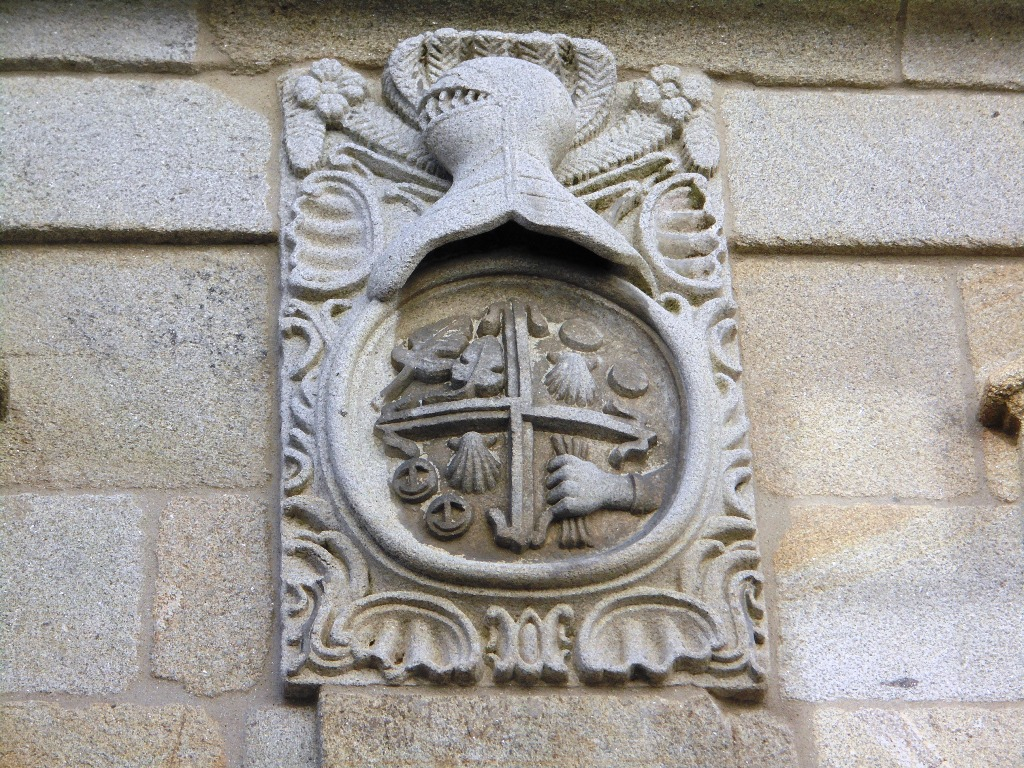
Escudo de armas central de la casa barroca del número 27 de la calle Isabel II